# Chu's day. (バンド)
Chu's day.（チューズデイ）は、東京都で結成された4人組ロックバンド。

## メンバー
| 人名  | 生年月日               | 血液型 | 担当     |
| ----- | ---------------------- | ------ | -------- |
| ERI   | 1995年3月12日（30歳）  | O型    | ボーカル |
| YU-NA | 1995年1月9日（30歳）   | A型    | ギター   |
| AKARI | 1995年12月28日（29歳） | O型    | ベース   |
| KEITA | 1994年4月11日（30歳）  | B型    | ドラム   |

## 略歴
- 2013年 - 「ソニーミュージック×みつばち 軽音楽部」のオーディションでメンバーが知り合う。

　　オーディション期間終了後に、本格的なバンドを結成しようとしたYU-NAが現在のメンバーに声を掛け、前身バンドShilpenを結成。
　　Shilpen結成してすぐ「SCANDALコピーバンド/ヴォーカリストコンテスト Vol.4」に応募。
　　ファイナリストに選ばれ12月にSHIBUYA-AXにて出場。
- 2014年 - 2月にChu's day.に改名。本格的な音楽活動を開始。

　　5月に自主制作CD「Rocking shoes/愛の光」を発売。(限定1000枚完売)
　　10月に自主制作CD「COUNTDOWN!/ねぇ」を発売。(限定1000枚完売)
- 2015年2月18日 - 結成一周年にあたり、初のワンマンライブを東京・代官山NOMADにて開催。チケットは発売後すぐにSOLDOUT[1]。
- 2015年7月27日 - 全国CDデビューに先駆け、2度目のワンマンライブを開催。チケット即日完売[2]。
- 2015年7月29日 - 配信シングル「Cycling」発売。日本テレビ系列『秘密のケンミンSHOW』のエンディングテーマに起用された。
- 2015年7月29日 - 鎌倉で開催された、 音霊 OTODAMA SEA STUDIO 2015 に出演。
- 2015年8月5日 - 配信シングル「Rocking shoes」発売。
- 2015年8月12日 - 1stアルバム「Have a nice Chu's day.」で全国CDデビュー。アルバムタイトルは椎名慶治（exSURFACE）が担当。
- 2015年10月10日 - 大阪で開催された、"PlayStation" presents ミナミホイール 2015 に出演。
- 2015年10月12日 - 東京・下北沢MOSAiCにて3度目となるワンマンライブを開催。チケット完売[3]。
- 2016年2月17日 - 配信シングル「GLORY DAYS」発売。
- 2016年2月28日 - 東京・渋谷eggmanにて4度目となるワンマンライブを開催。チケット完売[4]。
- 2016年8月2日 - 2ndアルバム「GLITTER」リリース。
- 2016年9月25日 - 東名阪ツアーを開催。ファイナル東京・渋谷eggmanにて5度目となるワンマンライブを開催。チケット完売。
- 2017年2月8日 - miniアルバム「WHAT I AM？」リリース。
- 2017年2月26日 - 東京・渋谷WWWにて6度目となるワンマンライブを開催[5]。
- 2017年4月1日 - Vo. ERIが 声帯結節のため「WHAT I AM?」発売記念ツアーを中止。
- 2017年9月10日 - 2月に開催された三周年記念ワンマンライブDVD & Blu-ray「RIBBON →4 SHINING」リリース。
- 2018年2月末日を持ち、Vocal.ERI、Guitar.YU-NAがChu's day.より卒業

以降バンドは事実上の休眠状態となっている。AKARIはベーシストとしてソロ活動を行い、同年4月からバンドのYouTubeアカウントを引き継ぎいで弾いてみた系YouTuber「あかりんご」としても活動を開始する。

## バンド名の由来
チューズデイ（火曜日と同じ発音）Kissのチュッ（Chu）とスペルは掛けている。
週末のフレッシュな気持ちをつい忘れてしまう、一週間がもっとも長く感じる火曜日も
Chu's day.の音楽を聴いて楽しく過ごしてもらいたい。
Chu's day.の音楽が沢山の人に愛してもらえるように。

## ディスコグラフィ

### アルバム
|     | 発売日        | タイトル               | 規格 | 規格品番 |
| --- | ------------- | ---------------------- | ---- | -------- |
| 1st | 2015年8月12日 | Have a nice Chu's day. | CD   | DAGC-1   |

|     | 発売日        | タイトル | 規格 | 規格品番 |
| --- | ------------- | -------- | ---- | -------- |
| 2nd | 2016年8月10日 | GLITTER  | CD   | DAGC-2   |

|      | 発売日       | タイトル    | 規格 | 規格品番 |
| ---- | ------------ | ----------- | ---- | -------- |
| mini | 2017年2月8日 | WHAT I AM？ | CD   | DAGC-3   |

### 配信
| 発売日        | タイトル               | 規格                   | 概要 |
| ------------- | ---------------------- | ---------------------- | ---- |
| 2015年7月29日 | Cycling                | デジタル・ダウンロード |      |
| 2015年8月5日  | Rocking shoes          | デジタル・ダウンロード |      |
| 2016年2月10日 | Have a nice Chu's day. | デジタル・ダウンロード |      |
| 2016年2月17日 | GLORY DAYS             | デジタル・ダウンロード |      |
| 2016年7月27日 | HOT GIRL               | デジタル・ダウンロード |      |
| 2016年7月27日 | Hip Hip Hooray         | デジタル・ダウンロード |      |
| 2016年8月3日  | Rush!!                 | デジタル・ダウンロード |      |
| 2016年9月24日 | GLITTER                | デジタル・ダウンロード |      |

### タイアップ
| 楽曲    | タイアップ                                     | 時期   |
| ------- | ---------------------------------------------- | ------ |
| Cycling | 日本テレビ系『秘密のケンミンSHOW』エンディング | 2015年 |

### 楽曲参加
| タイトル           | 収録                                               | 発売日       | 備考                       |
| ------------------ | -------------------------------------------------- | ------------ | -------------------------- |
| MY LIFE IS MY LIFE | 椎名慶治3rd Full Album「MY LIFE IS MY LIFE」収録曲 | 2016年1月6日 | ERIが コーラスとして参加。 |

## ミュージックビデオ
| 監督        | 曲名               | 時期   |
| @MARU_movie | 「Cycling」        | 2015年 |
| @MARU_movie | 「Rocking shoes」  | 2015年 |
| @MARU_movie | 「HOT GIRL」       | 2016年 |
| @MARU_movie | 「Hip Hip Hooray」 | 2016年 |
| @MARU_movie | 「ROCKSTAR」       | 2017年 |